# Premier prince du sang
Pour les articles homonymes, voir Prince.
Premier prince du sang est un titre officiel de l'ancienne monarchie française à partir de 1527, qui était attribué, par le roi, au prince du sang situé juste après les fils de France et les petits-fils de France, selon les lois fondamentales du royaume. Parmi ces lois fondamentales, la loi salique excluait les femmes de la succession, ce qui donna une importance particulière aux princes du sang de France, issus légitimement de la dynastie capétienne ou maison de France — seuls les descendants agnatiques d'Hugues Capet étant appelés à la succession.
Le titre conférait un prestige important à son titulaire. Dans une Lettre à l'auteur des « Honnêtetés littéraires » sur les Mémoires de Madame de Maintenon, publiés par La Beaumelle, Voltaire ironise sur les prétentions du comte de Coligny : « En quoi le comte de Coligny pouvait-il être l’émule du prince de Condé ? Quelle rivalité de rang, de gloire et de crédit, pouvait être entre le premier prince du sang, célèbre dans l’Europe par trois victoires, et un gentilhomme qui s’était à peine distingué alors ? »
Sous les derniers Valois, il existait le titre de « seconde personne de France ». Sous François Ier, la seconde personne de France était son beau-frère, le duc d'Alençon. À partir de 1525, le rang passa à l'aîné de la maison de Bourbon. En 1595, Henri IV créa officiellement le titre de Premier prince du sang pour la branche cadette des Bourbon-Condé qui le porta jusqu'à la mort d'Henri-Jules de Bourbon-Condé en 1709. Ce dernier ne descendant pas, en ligne agnatique, de Louis XIII mais seulement de saint Louis, il aurait pu perdre ce titre le 4 août 1703 au profit du duc de Chartres (premier arrière-petit-fils de Louis XIII qui ne soit pas fils de France), mais Louis XIV n'attribua le titre au duc de Chartres (fils du futur régent de France) qu'en 1709.
Ensuite, le titre continue d'être conféré aux ducs d'Orléans descendants du Régent, jusqu'à l'avènement de Louis-Philippe en 1830. Toutefois, ne descendant pas, en ligne agnatique, de Louis XIV mais seulement de Louis XIII, Louis d'Orléans aurait pu perdre le titre le 13 juin 1747 au profit de Philippe de Bourbon, duc de Calabre (premier arrière-petit-fils du Grand Dauphin qui ne soit pas fils de France). Louis XV laisse néanmoins le titre de premier prince du sang à Louis d'Orléans (1703-1752). Le titre reste ensuite à l'aîné des Orléans. La maison d'Orléans le porte jusqu'en 1830, date à laquelle Louis Philippe d'Orléans devient roi. Ce dernier ne descendant pas, en ligne agnatique, de Louis XV mais seulement de Louis XIII, il aurait pu perdre le titre le 29 septembre 1820 au profit d'Henri d'Artois, duc de Bordeaux (premier arrière-petit-fils du dauphin Louis (1729-1765) qui ne soit pas fils de France). Louis XVIII laisse néanmoins le titre de premier prince du sang à Louis Philippe d'Orléans (1773-1850) — qui le porte jusqu'à son règne — et titre le duc de Bordeaux, petit-fils de France dès sa naissance, bien qu'il ne soit que prince du sang au regard de son rang dynastique.
Aux XVIe et XVIIe siècles, on appelait le premier prince du sang : « Monsieur le Prince ». Il était de ceux qui bénéficiaient du droit d'avoir le Pour.

## Liste des premiers princes du sang

### Seconde personne de France
- 1465-1498 : Louis d'Orléans, duc d'Orléans (futur roi Louis XII de France)
  - titré « seconde personne de ce royaume » par Charles VIII
- 1498-1515 : François d'Orléans, duc de Valois (futur roi François Ier de France)
  - titré « seconde personne de France » par Louis XII en 1507
- 1515-1525 : Charles de Valois, duc d'Alençon
  - titré « seconde personne de France » par François Ier en 1515
- 1525-1527 : Charles de Bourbon, duc de Bourbon (le Connétable de Bourbon)
  - il ne reçut pas le titre car il était en conflit avec François Ier, qui le fit juger pour rébellion et crime de lèse-majesté

### Premier prince du sang
- 1527-1537 : Charles de Bourbon, duc de Vendôme, premier prince du sang[3]
- 1537-1562 : Antoine Ier, roi de Navarre, premier prince du sang[4]
- 1562-1589 : Henri III, roi de Navarre (futur roi Henri IV de France)
- 1589-1590 : Charles de Bourbon, archevêque de Rouen
  - il ne reçut pas le titre car il était en prison depuis 1588 pour avoir comploté avec la Ligue
- 1590-1646 : Henri de Bourbon, prince de Condé
  - titré « premier prince du sang » par Henri IV en 1595
- 1646-1686 : Louis de Bourbon, prince de Condé (le Grand Condé)
  - à sa mort en 1686, il fut envisagé de donner le titre de premier prince du sang au duc d'Anjou, depuis roi d'Espagne (né en 1683) ou au duc de Chartres, depuis duc d'Orléans et régent (né en 1674), mais étant l'un fils de France, l'autre petit-fils de France, il fut estimé[5] pour le premier que « cette qualité ne l'honoreroit pas assez », et pour le second qu'« il n'auroit pas été assez distingué des Princes de la famille du sang ». Le titre échut donc au duc d'Enghien, devenant le nouveau prince de Condé
- 1686-1709 : Henri Jules de Bourbon, prince de Condé
  - il conserva le titre après la naissance le 4 août 1703 du nouveau duc de Chartres (premier arrière-petit-fils de Louis XIII qui ne soit pas fils de France)
- 1709-1752 : Louis d'Orléans, duc de Chartres puis duc d'Orléans
  - il ne reçut le titre qu'après la mort d'Henri Jules de Bourbon, puis le conserva après la naissance le 13 juin 1747 de Philippe-Antoine de Bourbon, duc de Calabre (premier arrière-petit-fils du Grand Dauphin qui ne soit pas fils de France), auquel son père, le roi Charles Ier, attribua la titulature de prince royal des Deux-Siciles
- 1752-1785 : Louis Philippe d'Orléans, duc d'Orléans
- 1785-1790[6],[7] : Louis Philippe d'Orléans, duc d'Orléans (Philippe Égalité)
- 1814/1815-1830 : Louis Philippe d'Orléans, duc d'Orléans (futur roi Louis-Philippe Ier des Français)
  - il conserva le titre après la naissance le 29 septembre 1820 d'Henri d'Artois, duc de Bordeaux et premier arrière-petit-fils du dauphin Louis (1729-1765) qui ne soit pas fils de France, auquel son grand-oncle, le roi Louis XVIII, attribua la titulature de petit-fils de France (il avait pourtant été prévu[5] avant la Révolution, que si le duc d'Angoulême venait à avoir un fils, celui-ci serait titré premier prince du sang)